# Titular

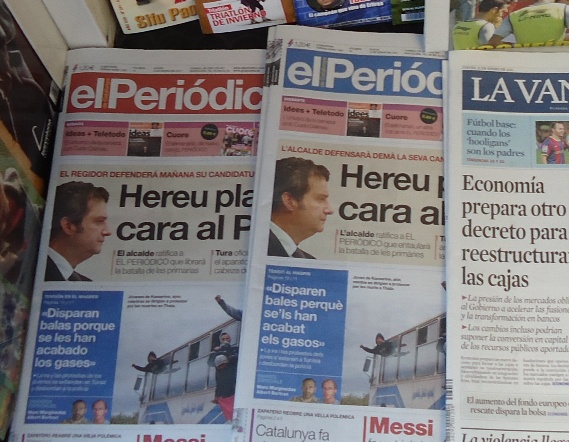
La primera plana d'un diari es destaca amb els seus diversos títols.

El titular, títol o capçalera, pot significar l'encapçalament d'un article o altre tipus de text. És un terme sovint utilitzat en el periodisme.

## Ús i funció
El títol forma una part necessària en pràcticament tots els gèneres del periodisme escrit. Les tres parts individuals són:
1. Títol (o capçalera[5])
2. Entrada[6] o encapçalament (anglès: lead)
3. Cos (o desenvolupament)

Aquestes tres parts són diferenciades tipogràficament. El títol apareix destacat formalment i pot tenir tres funcions diferents: delimitar el text (funció d'obertura), oferir els aspectes més notables del text del punt de vista informatiu (funció de resum) i atreure l'atenció del lector (funció de captació d'atenció).
Encara que titular és un castellanisme, permet un destriament: si apareix més d'un titular, el principal rep el nom de títol, que acostuma a anar precedit de l'antetítol (que pot afegir informació o precisar el contingut) i seguit del subtítol (que funciona com a sumari dels aspectes informatius més importants del text).
L'entrada se situa entre el títol i el cos del text. És el primer mòdul del text com a tal i té una funció especial: oferir al lector un resum més ampli que aquell obtingut pel(s) títol(s). Informa sobre els aspectes principals de l'esdeveniment.
El cos (que forma la major part del text) pot també ser dividit en un eo més subtítols. Són títol que se situen a mig text i funcionen com a sumari del text següent.
La manxeta és el títol informatiu important, amb lletres de cos molt gros, que apareix a la primera plana d'una publicació. També s'usa aquest mot per al dibuix o rètol que apareix a la primera plana al costat del logotip del periòdic, i que també pot aparèixer a les pàgines interiors, especialment lligat a una secció concreta de la publicació.

## Altres significats
La paraula titular pot també tenir altres significats.
- Nom: Nel món litúrgic significa el nom d'un sant donat com a títol a un edifici (església o capella). En el món esportiu (o en general) pot significar 'persona central o essencial per a un projecte'.
- Adjectiu: Com un adjectiu significa qualque cosa que és pertanyent a un títol.
- Verb: Com a verb titular significa donar un títol a algú o a alguna cosa. S'utilitza en el món acadèmic, literari, químic o periodístic.